# Ectopatria plinthina
Ectopatria plinthina är en fjärilsart som beskrevs av George Francis Hampson 1909. Ectopatria plinthina ingår i släktet Ectopatria och familjen nattflyn. Inga underarter finns listade i Catalogue of Life.